# Bethlehem (gouvernement)
Het gouvernement Bethlehem (Arabisch: محافظة بيت لحم, Bayt Laḩm) is een van de zestien gouvernementen waarin het bestuur over de Palestijnse gebieden van Palestina is opgedeeld. Het gouvernement ligt op de Westelijke Jordaanoever en grenst in het noorden aan het gouvernement Jeruzalem en in het zuiden aan het gouvernement Hebron. In het westen ligt de de grens met Israël, in het oosten ligt de grens (met Jordanië) in de Dode Zee. De gouvernementshoofdstad is Bethlehem. Volgens het Palestijns Centraal Bureau voor Statistiek waren er anno 2007 176.235 inwoners.
Het 'Cultuurlandschap van Battir', de Geboortekerk en de 'Pelgrimsroute Bethlehem', die in dit gouvernement liggen, staan als werelderfgoed van de staat Palestina vermeld op de UNESCO-Werelderfgoedlijst.,  en Battir

## Woonkernen

### Gemeenten
- Al 'Ubeidiya (10.753 inw.)
- Beit Fajjar (11.004 inw.)
- Beit Jala (11.758 inw.)
- Beit Sahour (12.367 inw.)
- Bethlehem (25.266 inw.)
- al-Khader (9774 inw.)
- Tuqu' (8881 inw.)
- Za'atara (6289 inw.)

### Kleinere gemeenschappen
- Al-Walaja (2041 inw.)
- Arab al-Rashaida (1453 inw.)
- Artas (3663 inw.)
- Battir (3967 inw.)
- Beit Ta'mir (1229 inw.)
- Dar Salah (3373 inw.)
- Ad Doha (9753 inw.)
- al-Haddaida (87 inw.)
- Hindaza (4799 inw.)
- Husan (5551 inw.)
- Jannatah (5416 inw.)
- Jubbet ad-Dib/Jibat al-Thiib (144 inw.)
- Jurat al-Shamaa (1491 inw.)
- Khallet 'Afana (geen inw.)
- Khallet Hamameh (1415 inw.)
- al-Khasha (398 inw.)
- Al Maniya (1012 inw.
- Marah Rabah (1320 inw.)
- Nahalin (6827 inw.)
- Ash Shawawra (3737 inw.)
- Wadi Fukin (1168 inw.)
- Wadi Rahhal (1419 inw.)

### Vluchtelingenkampen
- Aida, ook Ayda Camp (2631 inw.)
- Azaa, ook Al'Aza Camp (1529 inw.)
- Dheisheh, ook Ad Duheisha Camp (8736 inw.)

## Israëlische Bezetting
In 1967 is de gehele Westelijke Jordaanoever en dus ook dit gouvernement door Israël op Jordanië veroverd en sindsdien militair bezet. Vanaf die tijd zijn er op Palestijns gebied Israëlische nederzettingen gesticht en is een barrière met Israëlische controleposten gebouwd. Palestijns grondgebied wordt hiervoor geconfisqueerd en geannexeerd.

### Internationaal recht ten aanzien van bezet gebied
Als bezettende macht is Israël gehouden aan internationaal recht en verplicht om het bestaansrecht en mensenrechten van Palestijnen te garanderen. Overplaatsing van de eigen bevolking in bezet gebied is verboden, onder meer in de Vierde Geneefse Conventie en resoluties van de Verenigde Naties zoals Resolutie 476 Veiligheidsraad Verenigde Naties en voorgaande resoluties. Op Palestijns grondgebied ten zuiden van Jeruzalem zijn in strijd met internationaal recht vele Israëlische nederzettingen gebouwd, wat een vergaande fragmentatie van het grondgebied van dit gouvernement en zijn bevolking tot gevolg heeft. Palestijnse huizen en bezittingen worden sindsdien door Israël verwoest, en aan Palestijnen worden geen bouwvergunningen verstrekt. Bewoners worden verplaatst en afgesloten van hun landbouw-, weidegrond en waterbronnen. Grote stukken land worden voor Israëlische nederzettingen en wegen of voor militaire doeleinden geconfisqueerd. De veiligheid, psychische gesteldheid, middelen van bestaan en bestaanszekerheid van vele Palestijnse families wordt hierdoor ondergraven. 
Sinds de Oslo-akkoorden van 1993, waarin besloten werd dat er binnen vijf jaren toegewerkt zou worden naar een onafhankelijke Palestijnse staat, staat nog altijd het grootste deel van het gouvernement Bethlehem onder bestuur en militaire controle van Israël (Area C). 
De bouw van de Westoeverbarrière en de verbindingswegen tussen de nederzettingen bedreigen ook in ernstige mate het UNESCO werelderfgoed van Palestina, waaronder het Cultuurlandschap van Battir met zijn oude terrassen, archeologische plekken en complete irrigatiesysteem.

#### Westoeverbarrière
In 2002 is Israël begonnen met de bouw van een geplande barrière op de gehele Westelijke Jordaanoever, de Israëlische Westoeverbarrière. Deze volgt niet de Groene Lijn, de wapenstilstandsgrens van 1949, maar is ver op Palestijns grondgebied gebouwd, en omsluit intussen de daar gebouwde Israëlische nederzettingen, waaronder Efrat, Betar Illit, Har Gilo en het Goesj Etsion-blok. Door de voortdurende uitbreiding van deze nederzettingen worden Palestijnse dorpen, zoals Al Walaja omsingeld en geïsoleerd van zowel de hoofdstad Bethlehem als van elkaar en de eigen landbouwgrond. Landbouwgrond en weidegrond wordt stukje bij beetje onteigend voor de bouw en uitbreiding van nederzettingen en parken voor de kolonisten. Daarbij hanteert Israël een oude wet uit de Ottomaanse tijd hanteert om Palestijns land tot Israëls 'Staatsland' te verklaren. Het vervolgens omsloten grondgebied wordt daarna bij Israël getrokken. Ook worden er verbindingswegen, zogenoemde bypassroads, en tunnels aangelegd die ontoegankelijk zijn voor Palestijnen. 

#### Israëlische nederzettingen
Op 31 augustus 2014 werd weer een Israëlisch plan bekend om 400 hectare van omliggende dorpen rond Bethlehem te onteigenen en te annexeren om daarop nederzettingen te bouwen. Als extra argument werd aangevoerd dat het ook nog als straf gold onder de noemer 'Brothers Return' (de naam van de strafoperatie voor de ontvoering van drie jongens op 12 juni 2014) Het omvat meer dan vijf dorpen ten westen van Bethlehem. Het grootste deel van de grond behoort aan boeren uit het dorp Al Jab'a. De andere dorpen zijn onder meer Wadi Fukin, Nahalin, Husan en Safa. Deze dorpen waren anno 2011 reeds ingeklemd tussen de Groene Lijn en de door Israël diep in Palestijns gebied gebouwde Westoeverbarrière. In het gebied daartussen zijn, boven op de heuvels, Israëlische nederzettingen gebouwd, die steeds verder worden uitgebreid (zie kaart). 

#### Fragmentatie
In 2015 bracht de OCHA (United Nations Office for Coördination of Humanitarian Affairs) ten aanzien van Bezet Palestijns Gebied (OPT) een rapport uit, waarin zorgen werden geuit over de humanitaire situatie door de fragmentatie van het bezette Palestijns gebied en het daarbij gepaard gaande geweld. Daarin wordt beschreven dat Palestijnen op de Westelijke Jordaanoever zijn onderworpen aan een complex controlesysteem met restricties voor hun bewegingsvrijheid. Uitbreiding van nederzettingen, toegangsbeperkingen tot hun eigen land en natuurlijke bronnen, en hun voortdurende verplaatsing, met name ten gevolge van verwoestingen, gaan alsmaar door. De Israëlische politiek verhindert Palestijnen om in Area C en Oost-Jeruzalem gemeenschappen te vormen en huizen en infrastructuur op te bouwen..
In februari 2015 deden de burgemeesters van Bethlehem (Vera Baboun), Beit Jala (Nicola Khamis),Beit Sahour, (Hani al-Hayek] en Issa Kassissieh, Ambassadeur voor het aartsbisdom Palestina, een dringende hulp-oproep aan het Vaticaan, waarin ze meldden dat de uitbreiding van de Israëlische afscheidingsmuur en de onteigening van aan Palestijnse christenen behorend land in de vruchtbare Cremisan-vallei het einde zou betekenen van de christenen in de regio Bethlehem.
Op 24 oktober 2018 besloot de Israëlische regering tot uitbreiding van de verbindingsweg 'Route 60' tussen de Palestijnse gouvernementen Jeruzalem en Hebron. Daarbij worden duizenden dunams land van de plaatsen Al-Khader, Beit Jala en Al-Maasara in het gouvernement Bethlehem geconfisqueerd evenals de stad Beit Ummar in het Gouvernement Hebron. De weg wordt tevens verbreed tot 100 meter. De 'Tahaddi 5' school oostelijk nabij Bethlehem gelegen, is begin schooljaar 2016-2017 een keer verwoest en meerdere keren met verwoestingen bedreigd. Gewapende kolonisten uit de rondom Bethlehem gebouwde nederzettingen terroriseren de leerlingen en de Palestijnse bewoners in de omgeving. in juli 2018 besloot Israël om 270 woningen in de nederzettingen Naveh Daniel en Kfar El-Dad te bouwen.  De Israëlische nederzettingenorganisatie 'Regavim', probeert via het Israëlische Gerechtshof verwijdering van de school te bewerkstelligen.